# Arquitectura normanda

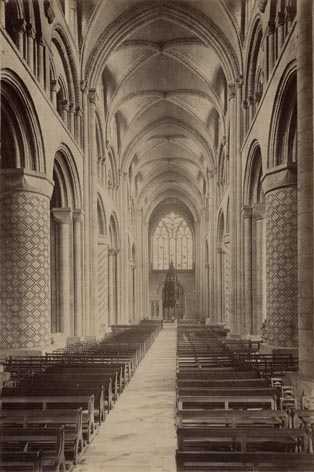
La nau de la catedral de Durham amb l'ús característic d'arcades arrodonides i les voltes de poca alçada sobre la nau típiques de l'arquitectura normanda

L'expressió arquitectura normanda s'empra per a referir-se a l'estil romànic creat pels normands en els diversos territoris en què van exercir el seu domini o la seva influència entre els segles xi i xii. Van crear simultàniament un gran conjunt de castells i fortificacions, incloent-hi les torres normandes, però també monestirs, abadies, esglésies o catedrals, fent servir un model caracteritzat pels arcs arrodonits (sovint situats sobre portes i finestres) i per les seves proporcions massives.
Aquest estil d'arquitectura romànica nascut a Normandia es va estendre pel nord d'Europa occidental, sobretot a Anglaterra, país que va contribuir considerablement al seu desenvolupament i on se'n conserven el major nombre d'edificis. En la mateixa època, una dinastia normanda regnava a Sicília, on la seva presència va generar una variació que també s'anomena arquitectura normanda o, de vegades, arquitectura romànica siciliana, la qual incorpora influències procedents de l'arquitectura romana d'Orient o de la primitiva arquitectura islàmica.

## Origen del terme i evolució cap al gòtic

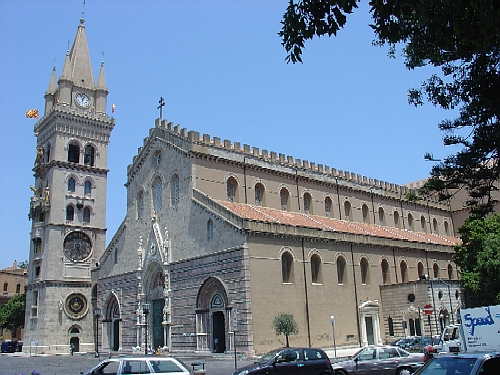
Catedral de Messina

El terme va sorgir durant el segle xviii, emprat per diversos arqueòlegs, però la seva utilització dins el marc de la relació dels diferents estils arquitectònics és deguda a Thomas Rickman, que va fer servir l'expressió en la seva obra del 1817 An Attempt to Discriminate the Styles of English Architecture from the Conquest to the Reformation ('Assaig sobre la diferenciació entre els diversos estils d'arquitectura anglesa des de la conquesta fins a la Reforma'). En aquest tractat, emprava les categories gòtic normand, gòtic primari, gòtic de línies corbes i gòtic perpendicular. Charles de Gerville havia emprat en una carta adreçada al seu amic Arcisse de Caumont el 1818 el terme més global de romànic per a designar les llengües romàniques i això va inspirar Caumont per fer servir el terme aplicat a l'arquitectura dels segles xi i xii en el seu llibre Essai sur l'architecture du moyen âge, particulièrement en Normandie ('Assaig sobre l'arquitectura medieval, particularment a Normandia'), publicat el 1824.
Al mateix temps que els picapedrers i els mestres d'obres anaven experimentant amb les formes per resoldre les dificultats plantejades pels sostres amb volta d'aresta, desenvolupaven un estil propi introduint algunes modificacions, com per exemple la volta de canó i l'arc ogival, modificacions que posteriorment apareixerien profusament emprades en l'arquitectura gòtica.
Atès que els historiadors i els especialistes en arquitectura consideren que un estil cal que sigui estudiat de manera integral més que com una mera agregació de característiques, alguns situen aquests avenços en la categoria de models normand o romànic, mentre que d'altres els classifiquen com a gòtic normand transitori. Alguns estudiosos empren l'expressió gòtic normand, la qual resulta poc clara, ja que no se sap si es refereixen al model transitori o al model normand en el seu conjunt.

## L'arquitectura normanda a Normandia

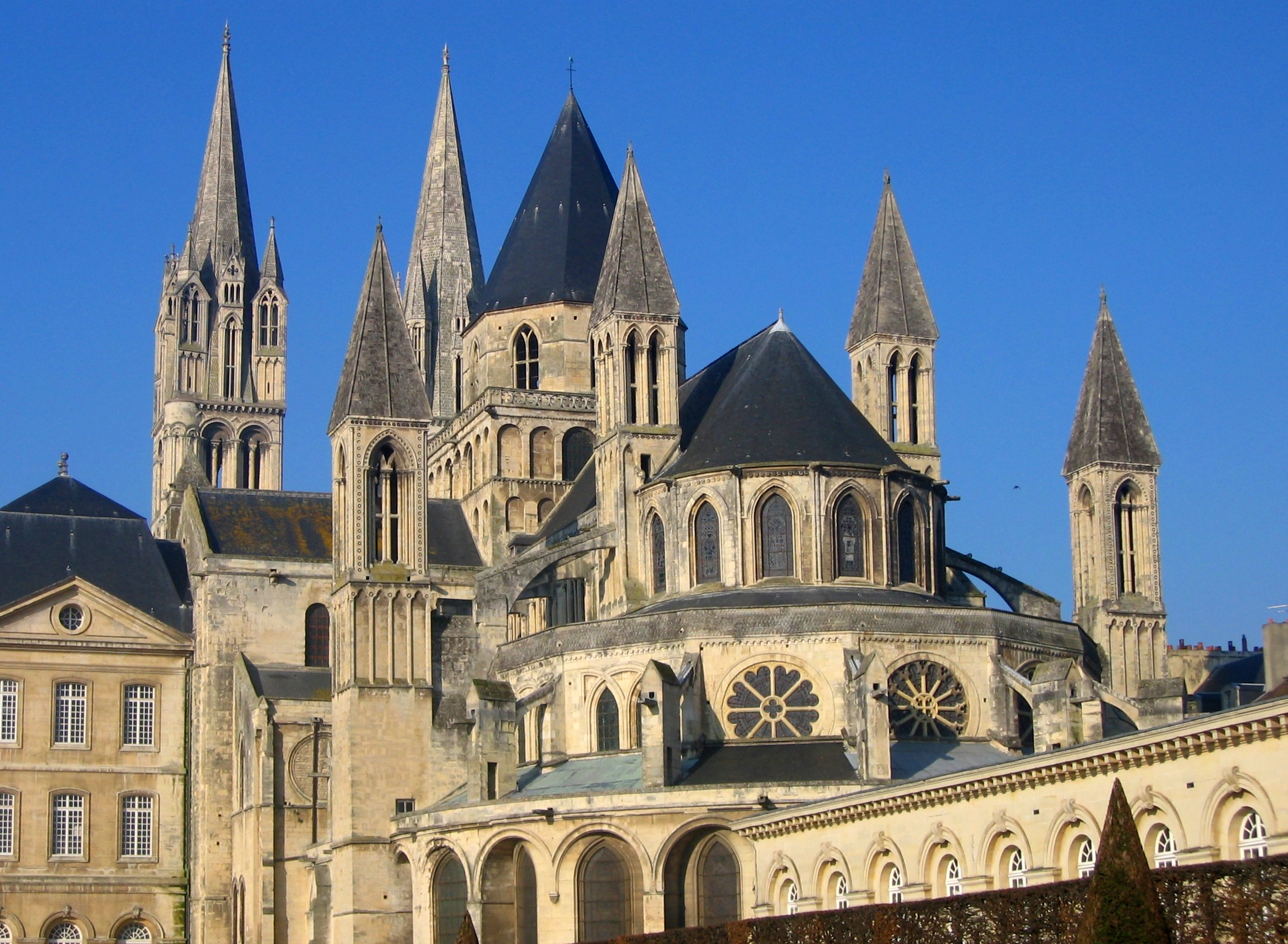
L'abadia dels Homes a Caen

Quan els invasors vikings feien les seves incursions per la riba del Sena (885-911), els nobles francs ja construïen castells combinant pedra i fusta. Al llarg del següent segle, els normands adoptarien aquests costums, així com el cristianisme i la llengua dels francs. Els senyors normands van començar construint castells de fusta sobre turons artificials que evolucionarien cap al castell de mota i pati. També es van iniciar en la construcció d'esglésies de pedra imitant l'estil romànic propi dels francs. Des del 950, afegirien a les seves residències, tal com feien els francs, una torre mestra de pedra.
Els normands van refinar la planta de les primeres basíliques longitudinals afegint naus laterals, un absis i una façana occidental dotada amb dues torres en l'abadia dels Homes de Caen, iniciada el 1067, la qual serviria de model per a les catedrals angleses de dimensions més agosarades que es construirien dues dècades més tard.

## L'arquitectura normanda a Anglaterra

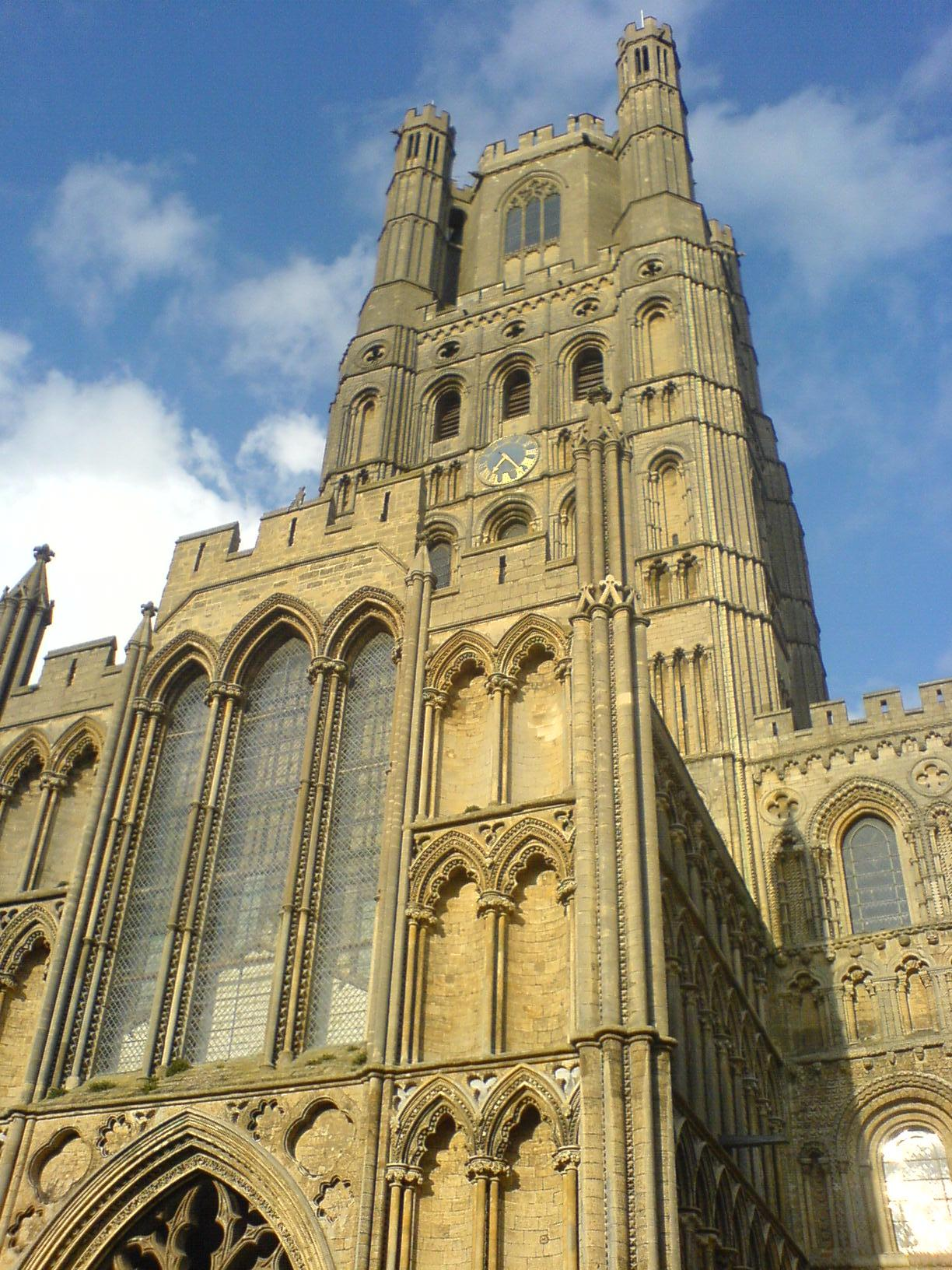
La catedral d'Ely

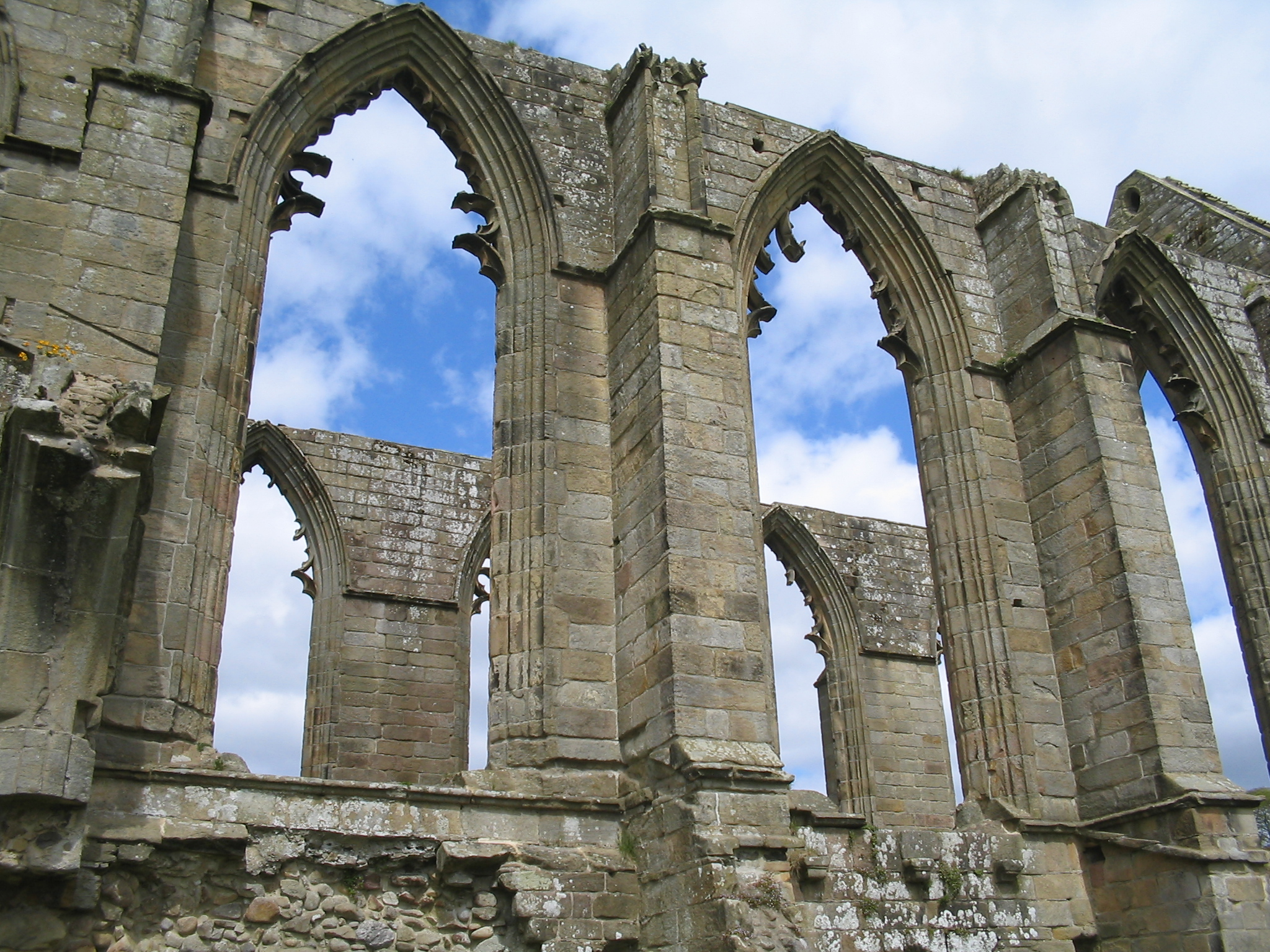
Arcs ogivals encara visibles en les ruïnes de l'abadia de Bolton al comtat de North Yorkshire, Anglaterra

Els nobles i els bisbes normands eren ja influents a Anglaterra abans de la conquesta normanda del 1066. Les influències normandes estaven presents en l'arquitectura anglosaxona tardana en la mesura en què Eduard el Confessor, que havia estat educat a Normandia, havia fet venir obrers de la construcció des del continent el 1042 per aportar la seva experiència treballant en l'abadia de Westminster, el primer edifici d'estil romànic que es va fer a Anglaterra. El 1051, alguns cavallers normands s'havien instal·lat a Anglaterra amb la missió d'assegurar la defensa contra els gal·lesos, i per a tal funció van fer construir castells de mota. Acabada la invasió, els normands es van dedicar a consolidar la seva posició millorant el que ja tenien construït i augmentant el nombre d'edificis, tant religiosos com militars, seguint el seu estil propi.
Les construccions normandes presenten formes geomètriques simples de proporcions grandioses, el carreu emprat als murs inclou petites franges d'escultura, de vegades arcades cegues i espais concentrats de capitells i de portes arrodonides en la zona del timpà sota una volta. La volta normanda és una volta amb cúpula. Les motllures normandes són esculpides o gravades; contenen ornaments geomètrics; de vegades són voltes apuntades construïdes sobre arcs ogivals. Les esglésies tenien planta de creu, sovint amb absis que donava més profunditat a la nau central i un creuer quadrat, que esdevindria característic de l'arquitectura eclesiàstica anglesa. En aquell temps, s'hi van construir centenars d'esglésies parroquials i es van encetar les obres de les grans catedrals vora l'any 1083.
Arran de la destrucció de la catedral de Canterbury el 1174 en un incendi, els arquitectes normands van introduir el nou estil gòtic. Cap al 1191, la catedral de Wells i la catedral de Lincoln van imposar el model gòtic anglès, de manera que l'estil normand va quedar reservat a les construccions rurals de menor importància i dimensions més modestes.

### Arquitectura religiosa
- El castell d'Oxford (1074): la doble torre de l'església servia alhora de lloc de refugi
- La capella de la torre de Londres (~ 1087)
- La catedral de Durham (iniciada el 1093), la primera a utilitzar una volta de creueria
- La catedral de Winchester (iniciada el 1079)

- La catedral d'Ely (1083-1109)

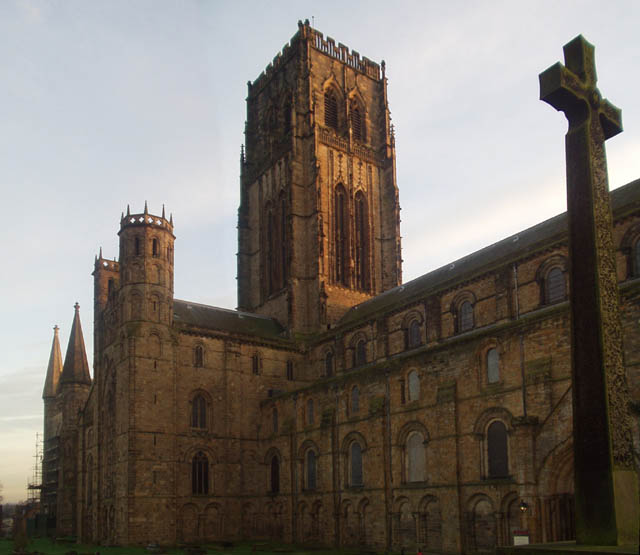
La catedral de Durham

- La catedral de Peterborough (a partir de 1118)
- L'església de Kilpeck, Herefordshire
- L'església de Minster

### Arquitectura civil
- Jew's House, Lincoln
- Boothby Pagnell Manor, Lincolnshire

## Arquitectura normanda a Escòcia

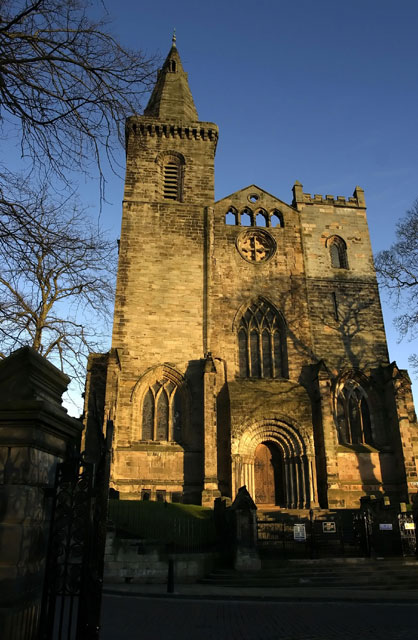
L'abadia de Dunfermline

Escòcia, amb la presència de la noblesa normanda a la cort del rei Macbeth als voltants de l'any 1050, també va rebre la influència del romànic normand. El seu successor, Malcolm III d'Escòcia, el va fer fora amb l'ajut d'anglesos i normands, i es va casar amb la princesa Margarida, la qual va afavorir el desenvolupament de l'església catòlica. Els benedictins van fundar un monestir a Dunfermline. El seu quart fill, David I d'Escòcia, va fer construir la capella de Santa Margarida d'Escòcia, en honor de la seva mare, a començaments del segle xii.

### Arquitectura religiosa
- L'abadia de Dunfermline (fundada cap al 1070 per santa Margarida d'Escòcia)
- La catedral de Saint Andrews (cap al 1070)
- La capella de Santa Margarida a l'interior del castell d'Edimburg (principis del segle xii)
- Església parroquial de Dalmeny (iniciada cap al 1130)
- La catedral de Sant Magnus a Kirkwall, (Òrcades (cap al 1137)
- L'abadia de Jedburgh, (fundada cap al 1138 per David I d'Escòcia)
- L'església de Saint Athernase a Leuchars (segle xii)

## L'arquitectura normanda a Irlanda
Els normands es van instal·lar principalment a l'est d'Irlanda, on van edificar molt en el seu estil, per exemple el castell de Trim o el castell de Dublín.

## L'arquitectura normanda a Itàlia

### L'arquitectura normanda al sud d'Itàlia
La conquesta normanda d'Itàlia meridional va suposar una barreja de l'arquitectura romànica pròpia amb l'estil normand. Els normands van ampliar castells d'origen llombard, romà d'Orient o àrab i també en van construir de nous. Per a fer-ho, van recórrer a artesans locals, els quals conservaven elements d'origen no normand. Van construir catedrals del ritu romà en les terres arrabassades a l'Església grega o a l'islam. L'estil resultant va ser una amalgama de romànic amb influències romanes d'Orient i islàmiques. L'administració normanda estava centralitzada i era bastant complexa en comparació amb la d'altres països europeus de l'època. Per a portar a terme aquesta administració van ser necessaris edificis públics i palaus construïts a les ciutats.
La construcció i renovació d'edificis pels normands al sud d'Itàlia es va fer amb rapidesa. Molts es van basar en estructures preexistents d'origen romà, d'altres romans d'Orient o àrabs. Cap al final del període normand, moltes estructures de fusta havien esdevingut construccions de pedra.
Amb el castell llombard de Melfi, conquerit pels normands i ampliat amb un donjon rectangular al segle xi, Calàbria va ser la primera província a ser modificada per estructures de defensa. El 1046, Guillem Braç de Ferro va iniciar la construcció de la Stridula, un gran castell prop de Squillace, i el 1055 Robert Guiscard ja havia fet construir tres castells: un a Rossano, on anteriorment hi havia hagut una fortalesa romana d'Orient, un altre a Scribla, per controlar el pas per la vall del riu Cratis i un altre a San Marco Argentano (i hi afegí un donjon el 1051), a prop de Cosenza. El 1058, la Scalea es va edificar damunt d'un penya-segat.

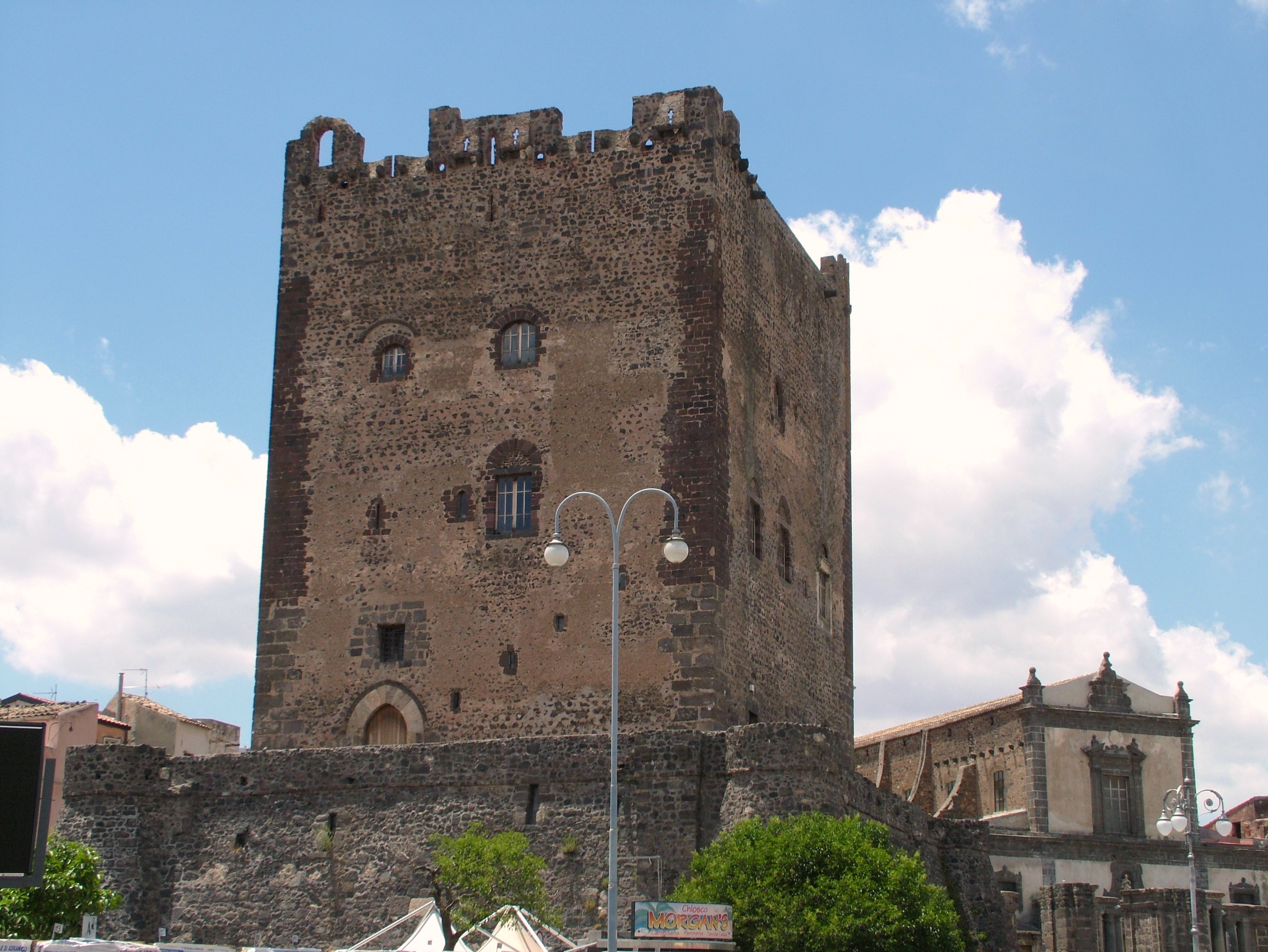
Castell normand a Adrano

Guiscard, després del seu ascens a comte d'Apullia, es va dedicar a construir castells. Per ordre seva, es va construir el castell de Gargano, de torres pentagonals conegudes com les torres dels gegants. Més endavant, Enric de Monte Sant'Angelo va fer construir un castell a Castelpagano. A Molise, els normands van edificar moltes fortaleses en llocs on el relleu natural aportava solucions de defensa, com Santa Croce i Ferrante. La regió al voltant de la línia entre Terracina i Termoli té la densitat més gran de castells normands d'Itàlia. Molts dels llocs escollits per a les fortaleses havien estat antigues fortificacions samnites emprades també pels romans. Els normands les anomenaven castellum vetus. Molts dels castells de Molise tenien murs integrats en la roca de les muntanyes. L'anàlisi del paredat mostra que els normands van introduir l'opus gallicum, si més no a Molise.

### L'arquitectura normanda a Sicília

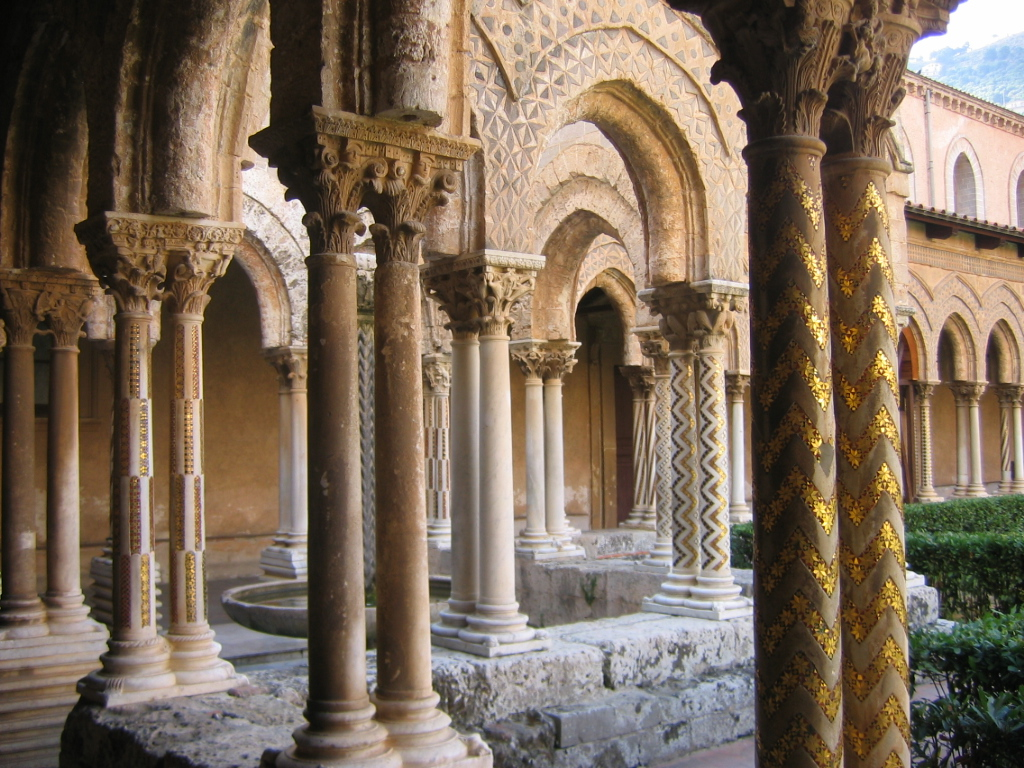
El claustre de Monreale

El període normand a Sicília va durar aproximadament des del 1070 fins al 1200, o fins i tot podria considerar-se que va perdurar fins a la mort de Frederic II Hohenstaufen l'any 1250, és a dir, més o menys la mateixa durada que a Anglaterra.
L'arquitectura normanda de Sicília incorpora algunes influències de l'arquitectura romana d'Orient, sobretot a l'interior d'algunes esglésies on els altars normands tradicionals van ser decorats amb mosaics daurats d'estil romà d'Orient, com a la catedral de Monreale.
La capella Palatina de Palerm, datada del 1130, té una cúpula romana d'Orient decorada amb mosaics que representen el pantocràtor acompanyat d'àngels.
Les influències del gòtic primitiu durant el període posterior a Sicília destaquen especialment a la catedral de Messina, consagrada el 1197. Encara que el seu campanar gòtic és posterior, aquest va substituir l'anterior, d'estil romànic, construït durant el període normand, i era una torre amb finestres i volta d'aresta en comptes dels arcbotants i els pinacles que apareixerien després en l'art gòtic.
La construcció de castells a Sicília va començar a instàncies de la població grega nativa. El 1060, van demanar a Robert Guiscard que construís un castell a Aluntium per a defensar-los. Va ser el primer que van construir els normands a Sicília, li van posar de nom San Marco d'Alunzio i avui dia només se'n conserven les ruïnes. Petralia Soprana va ser construïda a prop de Cefalù, després un altre a prop de Troina el 1071; el 1073, un altre a Mazara i també un a Paternò (les seves ruïnes van ser restaurades). A Adrano (o Aderno), els normands van edificar una torre de planta rectangular, el seu disseny interior n'era característic: una escala exterior porta a un primer pis, i l'interior està dividit en dues meitats, a una banda una gran sala i a l'altra dues habitacions, més la capella i una cambra. Altres fortificacions de Sicília eren improvisades a partir d'edificis àrabs; i els palaus i catedrals de les ciutats, com Palermo, tenen característiques àrabs.

### Edificis normands a Palerm
- El Palazzo dei Normanni
- El palau de la Zisa
- El palau de la Cuba

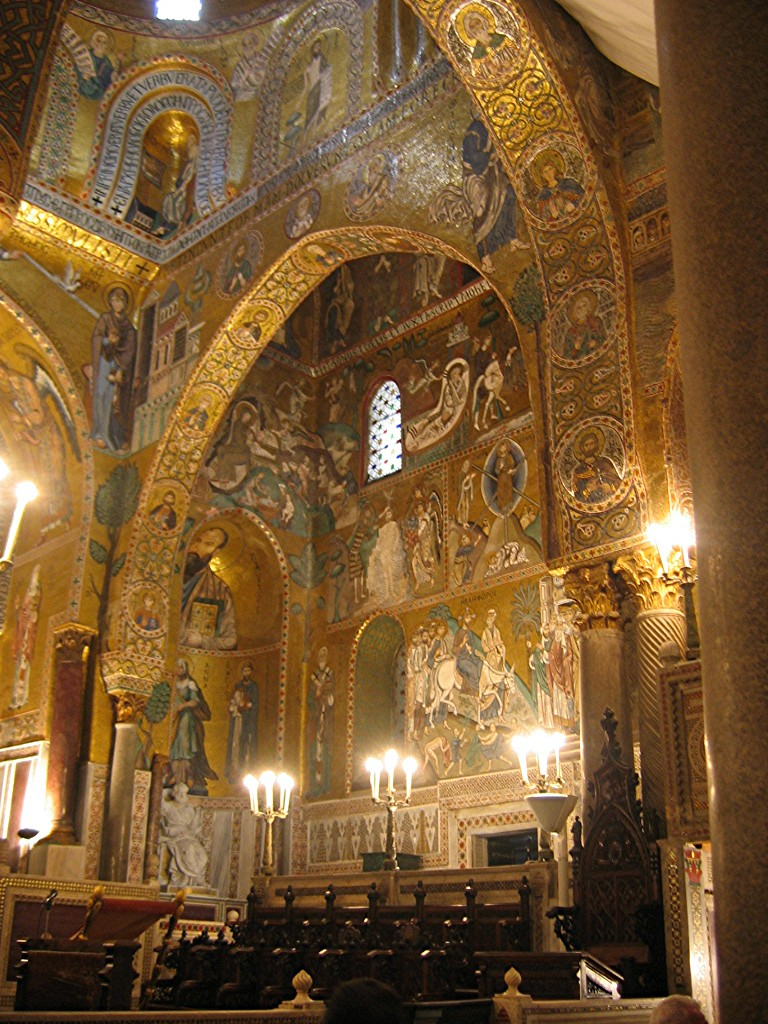
La capella Palatina del Palazzo dei Normanni, Palermo

- L'església de Sant Joan dels Eremites
- L'església de Sant Cataldo

### Edificis normands a Sicília
- La catedral de Monreale
- La catedral de Messina
- La catedral de Cefalù